# 노퍽섬의 기

노퍽 섬의 기 비율 1:2

노퍽섬의 기는 1980년 1월 17일에 제정되었다. 줄무늬 비율은 7:9:7이다.
초록색, 하얀색, 초록색 세 개의 세로 줄무늬 바탕 가운데에 초록색 아라우카리아가 그려져 있다.
이는 구조상으로 볼때 대체로 캐나다의 국기와 비슷하며 가운데의 아라우카리아를 빼면 나이지리아의 국기와 거의 같아진다.